# C Sa 12
Der C Sa 12 oder Windbergaussichtswagen  war ein durch die Königlich Sächsischen Staatseisenbahnen 1912 beschaffter zweiachsiger Sitzwagen.

## Geschichte
Nach der Verlängerung der Windbergbahn 1908 bis nach Possendorf entwickelte sich rasch ein Ausflugsverkehr auf der Strecke. Da die engen Radien den Einsatz normaler, moderner Personenwagen nicht zuließen, bestellten die Staatseisenbahnen 1911 bei der Waggon- und Maschinenfabrik Bautzen vier spezielle Fahrzeuge. Um dem Ausflugsverkehr Rechnung zu tragen, erhielten die kurzen Wagen besonders große Fenster. Ab 1912 erfolgte der Einsatz der Sitzwagen 3. Klasse auf der Windbergbahn. Durch die Luftangriffe auf Dresden im Februar 1945 gingen zwei Fahrzeuge verloren. Nach der Einstellung des Personenverkehrs auf der Windbergbahn wurden die restlichen beiden Wagen unter anderem auf der Müglitztalbahn eingesetzt. Der Wagen 531-431 wurde nach 1969 verschrottet. Der andere Wagen, 531-691, konnte 1970 vor der Verschrottung gerettet werden. Ab 1983 wurde der Wagen durch den Verein Windbergbahn aufgearbeitet. Seit 1997 ist er wieder betriebsfähig und für den Bahnverkehr zugelassen.

## Konstruktive Merkmale

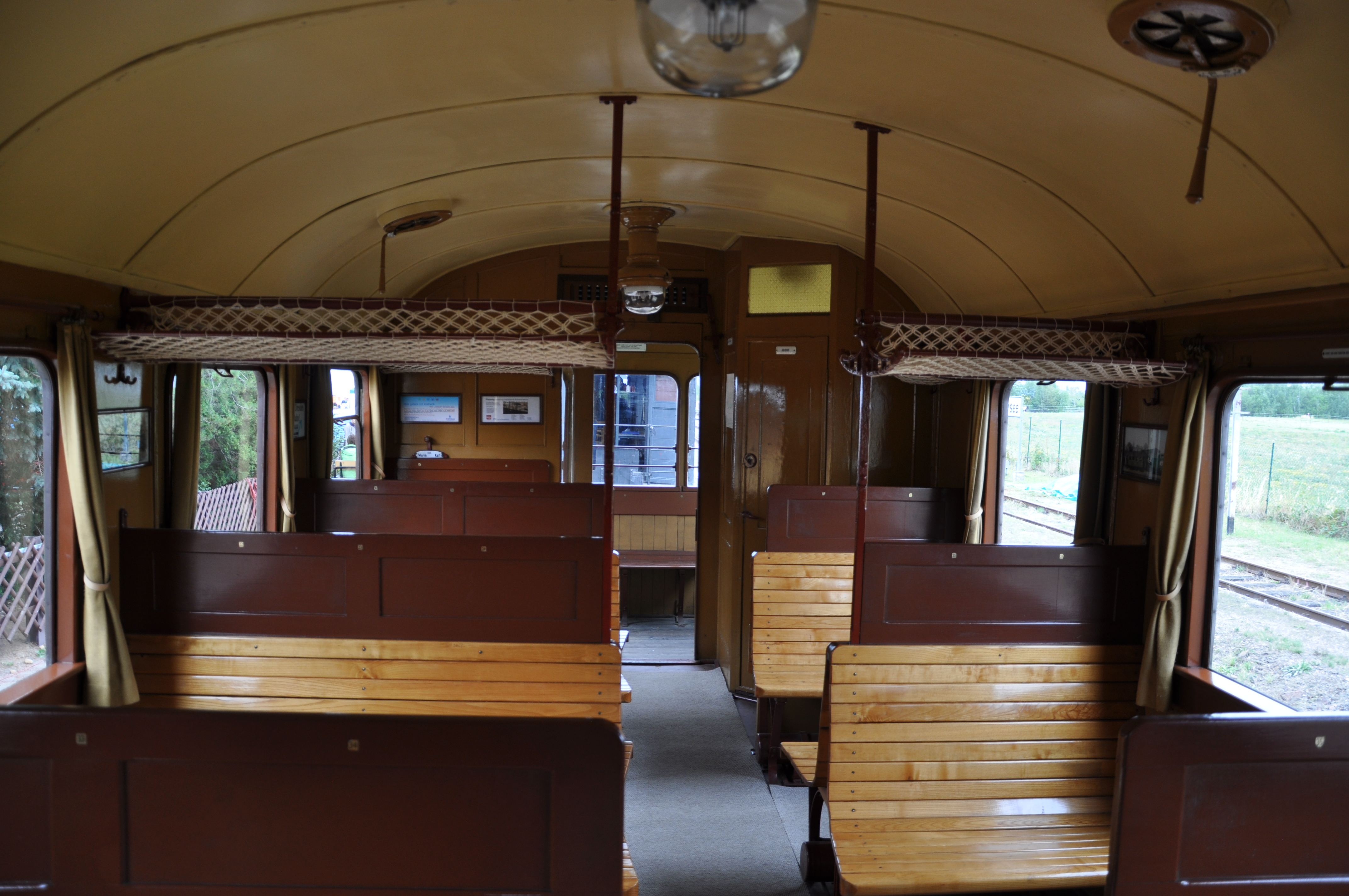
Fahrgastraum

Der Rahmen bestand aus genieteten Walzprofilen mit Einstiegstritten. Das 9,36 m lange Wagenkastengerippe war mit Blech verkleidet. Das Tonnendach war an Fahrzeugenden abgeflacht. Die Plattformen waren verkleidet und verfügten über große Fenster, halbhohe Einstiegstüren und Sitzgelegenheiten. Ein Stirnwandübergang war nicht vorhanden.
Der Innenraum war nicht unterteilt. Jeder Wagen verfügte über eine Toilette. Die Sitze bestanden aus Holzlatten. Die Fahrzeuge verfügten über eine Dampfheizung und statische Lüfter auf dem Dach. Die Beleuchtung erfolgte durch Gas, der Vorratsbehälter hing in Wagenlängsrichtung am Rahmen.
Die ursprünglichen Stangenpuffer wurden später durch Hülsenpuffer ersetzt. Die Wagen verfügten über Vereinslenkachsen und Gleitlager. Die Fahrzeuge besaßen einlösige selbsttätige Einkammer-Westinghouse-Druckluftbremsen.